# Nyssa aquatica
Nyssa aquatica är en kornellväxtart som beskrevs av Carl von Linné. Nyssa aquatica ingår i släktet Nyssa och familjen kornellväxter. Inga underarter finns listade i Catalogue of Life.

## Bildgalleri

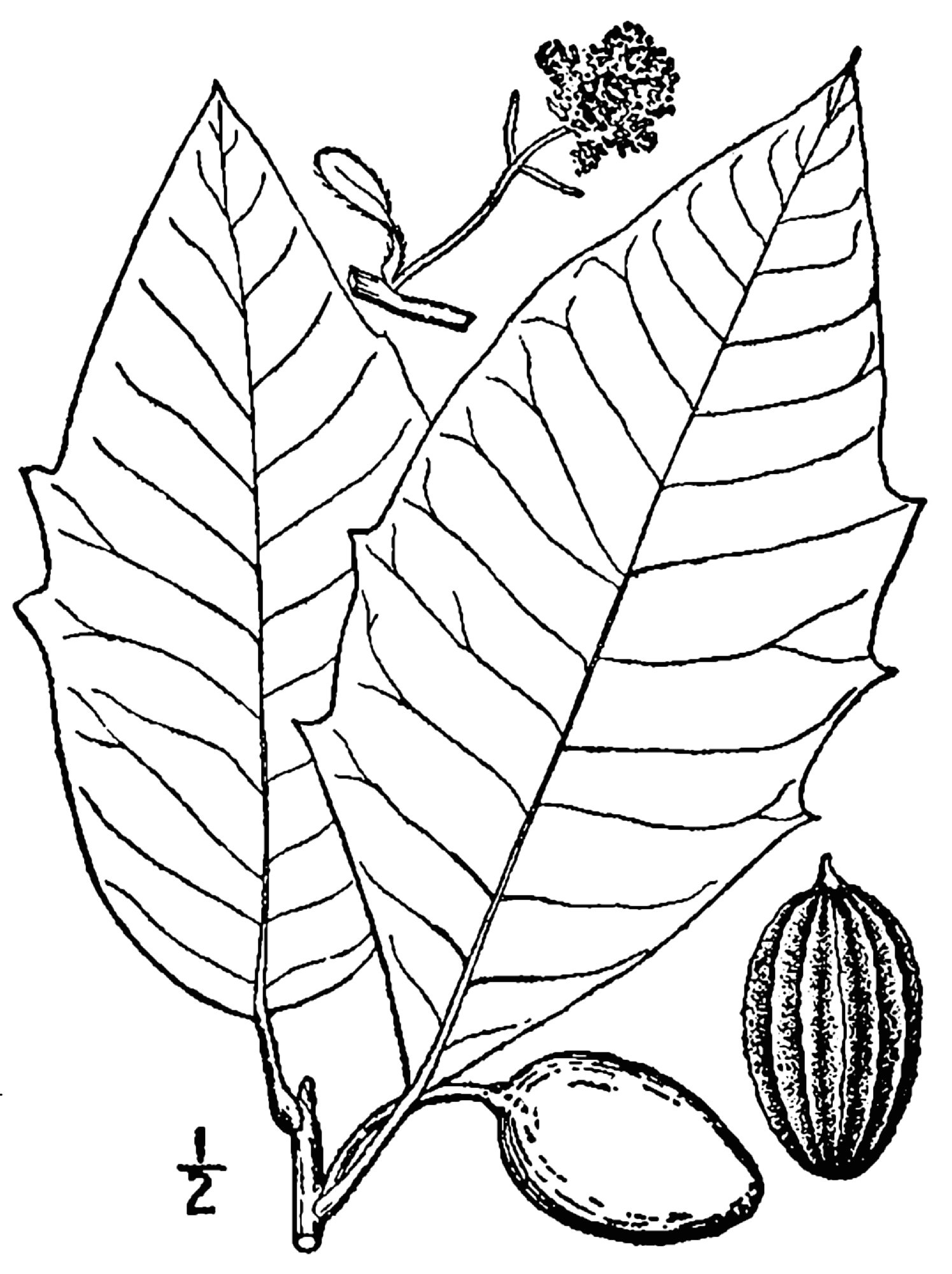
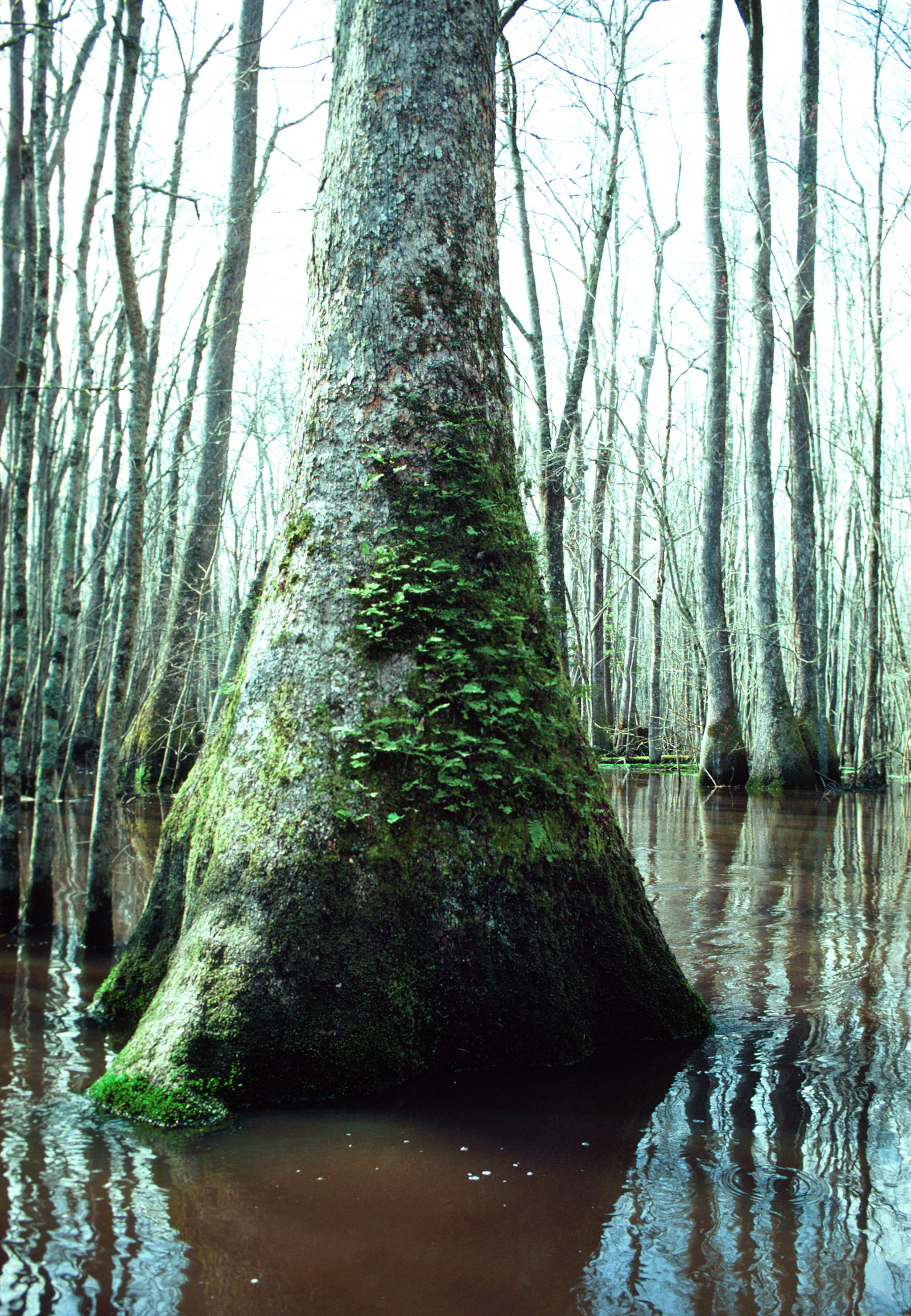